# Aleksej Granovskij
Aleksej Michajlovitj Granovskij (ryska: Алексей Михайлович Грановский), född Abram Michajlovitj Azarch (Абрам Михайлович Азарх) 11 september 1890 i Moskva i Kejsardömet Ryssland, död 11 mars 1937 i Paris i Frankrike, var en rysk teaterman och filmregissör, som efter att hoppat av var verksam i Tyskland och Frankrike som Alexis Granowsky. 
Studerade för Max Reinhardt. Efter att ha varit soldat i första världskriget flyttade han 1917 till Sverige för att studera filmregi. Ledare för Statliga judiska teatern GOSET i Moskva.[källa behövs]

## Filmografi

### Regi
- 1925 – Jevrejskoje stjastje
- 1931 – Sången om livet
- 1934 – Moskvanätter
- 1936 – Taras Bulba